# منظمة التعاون الاقتصادي والتنمية
منظمة التعاون الاقتصادي والتنمية (بالإنجليزية: Organisation for Economic Co-operation and Development) منظمة التعاون الاقتصادي والتنمية (OECD) هي منظمة اقتصادية حكومية دولية تضم 38 دولة عضو، تأسست في عام 1961 لتحفيز التقدم الاقتصادي والتجارة العالمية. تُعد منتدىً للبلدان التي تصف نفسها بأنها ملتزمة بالديمقراطية واقتصاد السوق، وتوفر منصة لمقارنة تجارب السياسات، والبحث عن إجابات للمشاكل المشتركة، وتحديد الممارسات الجيدة وتنسيق السياسات المحلية والدولية لأعضائها. بشكل عام، أعضاء منظمة التعاون والتنمية في الميدان الاقتصادي هم من الاقتصادات ذات الدخل المرتفع مع مؤشر التنمية البشرية المرتفع للغاية ويعتبرون من البلدان المتقدمة. اعتبارًا من عام 2017، شكلت الدول الأعضاء في منظمة التعاون الاقتصادي والتنمية مجتمعة 62.2% من الناتج المحلي الإجمالي الاسمي العالمي (49.6 تريليون دولار أمريكي) و42.8% من الناتج المحلي الإجمالي العالمي (54.2 تريليون دولار دولي) عند تعادل القوة الشرائية. منظمة التعاون الاقتصادي والتنمية هي مراقب رسمي في الأمم المتحدة.
في عام 1948، أنشِئت منظمة التعاون الاقتصادي الأوروبي بقيادة روبرت مارجولين من فرنسا للمساعدة في إدارة خطة مارشال (التي رفضها الاتحاد السوفيتي والدول التابعة له). يمكن تحقيق ذلك من خلال تخصيص مساعدات مالية من الولايات المتحدة وتنفيذ برامج اقتصادية لإعادة إعمار أوروبا بعد الحرب العالمية الثانية. في عام 1961، جرى إصلاح في منظمة التعاون الاقتصادي الأوروبي إلى منظمة التعاون الاقتصادي والتنمية وتوسعت العضوية لتشمل الدول غير الأوروبية.
يقع المقر الرئيسي لمنظمة التعاون الاقتصادي والتنمية في شاتو دو لا مويت في باريس، فرنسا. تُمول منظمة التعاون الاقتصادي والتنمية من مساهمات من الدول الأعضاء بمعدلات متفاوتة وبلغت ميزانيتها الإجمالية 386 مليون يورو عام 2019.
منظمة التعاون الاقتصادي والتنمية معترف بها باعتبارها ناشرًا مؤثرًا للغاية للبيانات الاقتصادية في الغالب من خلال المنشورات بالإضافة إلى التقييمات السنوية وتصنيفات الدول الأعضاء.

## التاريخ

### منظمة التعاون الاقتصادي الأوروبي
تأسست منظمة التعاون الاقتصادي الأوروبي عام 1948 لإدارة المساعدات الأمريكية والكندية في إطار خطة مارشال لإعادة إعمار أوروبا بعد الحرب العالمية الثانية. أرسِلت مساعدات إعادة إعمار مماثلة إلى جمهورية الصين التي مزقتها الحرب وكوريا ما بعد الحرب، ولكن ليس تحت اسم خطة مارشال. بدأت المنظمة عملياتها في 16 أبريل 1948، ونشأت من العمل الذي قامت به لجنة التعاون الاقتصادي الأوروبي في عام 1947 استعدادًا لخطة مارشال. منذ عام 1949، يقع مقرها الرئيسي في شاتو دو لا مويت في باريس، فرنسا. بعد انتهاء خطة مارشال، ركزت منظمة التعاون الاقتصادي الأوروبي على القضايا الاقتصادية.
في الخمسينيات من القرن الماضي، قدمت منظمة التعاون الاقتصادي الأوروبي إطارًا للمفاوضات الهادفة إلى تحديد شروط إنشاء منطقة تجارة حرة أوروبية، من أجل الجمع بين المجموعة الاقتصادية الأوروبية للدول الست وأعضاء منظمة التعاون الاقتصادي الأوروبي الآخرين معًا على أساس متعدد الأطراف. في عام 1958، أنشِئت وكالة الطاقة النووية الأوروبية في إطار منظمة التعاون الاقتصادي والتنمية.
بحلول نهاية الخمسينيات من القرن الماضي، مع إنجاز مهمة إعادة بناء أوروبا بشكل فعال، شعرت بعض الدول الرائدة أن منظمة التعاون الاقتصادي الأوروبي قد تجاوزت هدفها، ولكن يمكن تكييفها للوفاء بمهمة أكثر عالمية. ستكون مهمة صعبة، وبعد عدة اجتماعات شائكة في بعض الأحيان في فندق ماجستيك في باريس ابتداء من يناير 1960، توصلوا إلى قرار لإنشاء هيئة لا تتعامل مع القضايا الاقتصادية الأوروبية والأطلسية فحسب، بل تضع سياسات مساعدة البلدان الأقل نموًا. هذه المنظمة المعاد تشكيلها ستجلب الولايات المتحدة وكندا، اللتين كانتا بالفعل مراقبين من منظمة التعاون الاقتصادي والتنمية، على متنها كأعضاء كاملي العضوية. كما أنها ستعمل على الفور على جلب اليابان.
بعد معاهدات روما لعام 1957 لإطلاق المجموعة الاقتصادية الأوروبية، وُضعت اتفاقية منظمة التعاون الاقتصادي والتنمية لإصلاح منظمة التعاون الاقتصادي الأوروبي. وُقع على الاتفاقية في ديسمبر 1960، وحلت منظمة التعاون الاقتصادي والتنمية رسميًا محل منظمة التعاون الاقتصادي والتنمية في سبتمبر 1961. وتألفت من الدول الأوروبية المؤسسة لمنظمة التعاون الاقتصادي والتنمية بالإضافة إلى الولايات المتحدة وكندا. صادقت ثلاث دول، هي هولندا ولوكسمبورغ وإيطاليا -جميع أعضاء منظمة التعاون الاقتصادي والتنمية- على اتفاقية منظمة التعاون الاقتصادي والتنمية بعد سبتمبر 1961 لكنها مع ذلك تعتبر أعضاء مؤسسين. الأعضاء المؤسسون الرسميون هم:
| النمسا بلجيكا كندا الدنمارك فرنسا | ألمانيا اليونان آيسلندا إيرلندا إيطاليا | لوكسمبورغ هولندا النرويج البرتغال إسبانيا | السويد سويسرا تركيا المملكة المتحدة الولايات المتحدة |

خلال الإثني عشر عامًا التالية انضمت اليابان وفنلندا وأستراليا ونيوزيلندا أيضًا إلى المنظمة. كانت يوغوسلافيا تتمتع بوضع مراقب في المنظمة بدءًا من إنشاء منظمة التعاون الاقتصادي والتنمية حتى تفككها كدولة.
أنشأت منظمة التعاون الاقتصادي والتنمية وكالات مثل مركز تطوير منظمة التعاون الاقتصادي والتنمية (1961)، ووكالة الطاقة الدولية (1974)، وفريق العمل المالي المعني بغسل الأموال.
على عكس مؤسسات منظومة الأمم المتحدة، تستخدم منظمة التعاون والتنمية في الميدان الاقتصادي تهجئة كلمة orgnisation مع حرف s في اسمها بدلًا من orgnization.

### التوسع في أوروبا الوسطى
في عام 1989، بعد ثورات عام 1989، بدأت منظمة التعاون الاقتصادي والتنمية بمساعدة البلدان في أوروبا الوسطى (خاصة مجموعة فيسغراد) لإعداد إصلاحات اقتصاد السوق. في عام 1990، أنشِئ مركز التعاون مع الاقتصادات الأوروبية التي تمر بمرحلة انتقالية (الذي خلفه الآن مركز التعاون مع غير الأعضاء)، وفي عام 1991، أطلِق برنامج شركاء في المرحلة الانتقالية لصالح تشيكوسلوفاكيا، المجر، وبولندا. تضمن هذا البرنامج أيضًا خيار عضوية لهذه البلدان. نتيجة لذلك، أصبحت بولندا والمجر وجمهورية التشيك وسلوفاكيا، وكذلك المكسيك وكوريا الجنوبية أعضاء في منظمة التعاون الاقتصادي والتنمية بين عامي 1994 و2000.

### الإصلاح والمزيد من التوسع
في التسعينيات، أعرب عدد من الدول الأوروبية، الأعضاء الآن في الاتحاد الأوروبي، عن استعدادهم للانضمام إلى المنظمة. في عام 1995، تقدمت قبرص بطلب للحصول على العضوية، ولكن وفقًا للحكومة القبرصية، فقد استخدمت تركيا حق النقض (الفيتو) ضدها. في عام 1996، وقعت إستونيا ولاتفيا وليتوانيا إعلانًا مشتركًا يعبر عن استعداده للانضمام إلى منظمة التعاون الاقتصادي والتنمية. تقدمت سلوفينيا أيضًا بطلب للحصول على العضوية في نفس العام. في عام 2005، تقدمت مالطا بطلب للانضمام إلى المنظمة. يضغط الاتحاد الأوروبي من أجل قبول جميع الدول الأعضاء فيه. أكدت رومانيا في عام 2012 عزمها على أن تصبح عضوًا في المنظمة من خلال الرسالة التي وجهها رئيس الوزراء الروماني فيكتور بونتا إلى الأمين العام لمنظمة التعاون والتنمية في الميدان الاقتصادي آنذاك، خوسيه أنخيل غوريا. في سبتمبر 2012، أكدت حكومة بلغاريا أنها ستتقدم بطلب للعضوية أمام أمانة منظمة التعاون الاقتصادي والتنمية.
أنشأت منظمة التعاون الاقتصادي والتنمية مجموعة عمل برئاسة السفير سيشيرو نوبورو لوضع خطة للتوسع مع غير الأعضاء. حددت مجموعة العمل أربعة معايير يجب الوفاء بها: التفكير المتشابه، اللاعب المهم، المنفعة المتبادلة والاعتبارات العالمية. وقدمت توصيات مجموعة العمل في اجتماع المجلس الوزاري لمنظمة التعاون والتنمية في الميدان الاقتصادي في 13 مايو 2004. وفي 16 مايو 2007، قرر المجلس الوزاري لمنظمة التعاون والتنمية في الميدان الاقتصادي فتح مناقشات انضمام مع شيلي وإستونيا وإسرائيل وروسيا وسلوفينيا وتعزيز التعاون مع البرازيل، الصين والهند وإندونيسيا وجنوب إفريقيا من خلال عملية مشاركة معززة. أصبحت كل من تشيلي وسلوفينيا وإسرائيل وإستونيا أعضاءً في عام 2010. وفي مارس 2014، أوقفت منظمة التعاون الاقتصادي والتنمية محادثات العضوية مع روسيا ردًا على دورها في ضم شبه جزيرة القرم عام 2014.

## تأسيسها
أنشأت منظمة التعاون الاقتصادي والتنمية في 30 من سبتمبر سنة 1961 بعد ان حلت محل منظمة التعاون الاقتصادي الأوروبي OEEC التي أسست سنة 1948 للمساعدة على إدارة مشروع مارشال لإعادة إعمار أوروبا بعد الحرب العالمية الثانية. وبعد فترة تم توسيعها لتشمل عضويتها بلدان غير أوروبية.

## أهدافها
المنظمة تمنح فرصة تمكن الحكومات من مقارنة التجارب السياسة والبحث عن إجابات للمشاكل المشتركة، تحديد الممارسات الجيدة وتنسيق السياسات المحلية والدولية.المنظمة تشكل منتدى للضغط التي يمكن أن تكون حافزا قويا لتحسين السياسات وتنفيذها عن طريق سن قوانين غير الملزمة التي يمكن ان تؤدي أحيانا إلى المعاهدات الملزمة.
التبادلات بين الحكومات المشتركة في المنظمة تتم عن طريق تدفق المعلومات والتحليلات التي تقدمها الأمانة العامة في باريس.الامانة جمع البيانات ورصد الاتجاهات والتحليلات والتنبؤات الاقتصادية.كما بحوث التغيرات الاجتماعية أو تطور في أنماط التجارة والبيئة والزراعة والتكنولوجيا والضرائب والمجالات الأخرى.
خلال العقد الماضي، عالجت المنظمة مجموعة من القضايا الاقتصادية والاجتماعية والبيئية وكذلك ساهمت في تعميق المشاركة مع دوائر الأعمال، ونقابات العمال وغيرهم من ممثلي المجتمع المدني.على سبيل المثال المفاوضات في منظمة التعاون والتنمية الاقتصادية في المجال الضريبي والتسعير التحويلي، وقد مهد الطريق للمعاهدات الضريبية الثنائية في جميع أنحاء العالم.

## الأعضاء
يبلغ عدد أعضاء المنظمة حالياً ثمانية وثلاثون دولة عضو وهم:
| الدولة           | سنة الانضمام |
| ---------------- | ------------ |
| إسبانيا          | 1961         |
| ألمانيا          | 1961         |
| أيرلندا          | 1961         |
| آيسلندا          | 1961         |
| البرتغال         | 1961         |
| بلجيكا           | 1961         |
| تركيا            | 1961         |
| الدنمارك         | 1961         |
| السويد           | 1961         |
| سويسرا           | 1961         |
| فرنسا            | 1961         |
| كندا             | 1961         |
| لوكسمبورغ        | 1961         |
| المملكة المتحدة  | 1961         |
| النرويج          | 1961         |
| النمسا           | 1961         |
| هولندا           | 1961         |
| الولايات المتحدة | 1961         |
| اليونان          | 1961         |
| إيطاليا          | 1962         |
| اليابان          | 1964         |
| فنلندا           | 1969         |
| أستراليا         | 1971         |
| نيوزيلندا        | 1973         |
| المكسيك          | 1994         |
| جمهورية التشيك   | 1995         |
| بولندا           | 1996         |
| كوريا الجنوبية   | 1996         |
| المجر            | 1996         |
| سلوفاكيا         | 2000         |
| إستونيا          | 2010         |
| إسرائيل          | 2010         |
| تشيلي            | 2010         |
| سلوفينيا         | 2010         |
| لاتفيا           | 2016         |
| ليتوانيا         | 2018         |
| كولومبيا         | 2020         |
| كوستاريكا        | 2021         |

## وصلات خارجية
- الموقع الرسمي لمنظمة التعاون الاقتصادي والتنمية (بالإنجليزية)